# Lederhosenfilm
Lederhosenfilm – bawarskie kino erotyczne, niekiedy pornograficzne, drugiej połowy dwudziestego wieku, podgatunek rozrywkowego kina niemieckiego i austriackiego owych lat.
Terrmin Lederhosenfilm oznacza „film ze skórzanych portek”, będąc odniesieniem do niewyrafinowanej seksualności wsi bawarskiej. Filmy w swej ogromnej większości były prostymi komediami. Apogeum tego gatunku przypadało na późne lat sześćdziesiąte i lata siedemdziesiąte XX wieku, okres kadencji Willy’ego Brandta. Wśród reżyserów byli: Franz Marischka (Liebesgrüße aus der Lederhose, 1972; Zwei Däninnen in Lederhosen, 1979; Drei Lederhosen in St. Tropez, 1980), Gunter Otto (Lass jucken Kumpel, 1972),  Alois Brummer (Gipfelglück im Dirndlrock, 1972; Beim Jodeln juckt die Lederhose, 1974; Kursaison im Dirndlhöschen, 1981), Jürgen Enz (Wo der Wildbach durch das Höschen rauscht, 1974; Gaudi in der Lederhose, 1977; Das Sex-Abitur – Heiße Liebe in Blue Jeans, 1978), Franz Antel (Liebe durch die Hintertür, 1969; Das Love-Hotel in Tirol, 1978), Hubert Frank (Jagdrevier der scharfen Gemsen, 1975), Franz-Josef Gottlieb (Auf der Alm, da gibt’s koa Sünd, 1974) oraz Siggi Götz (Geh, zieh dein Dirndl aus, 1973). Producentem wielu z tych filmów był Alois Brummer, który będąc właścicielem dwóch kin, zainteresował się produkcją filmów i uznał, że sam może wybierać reżyserów i producentów wykonawczych. Innym ważnym producentem był Karl Spiehs właściciel monachijskiej wytwórni Lisa Film. Grali w tych filmach: Peter Steiner, Franz Muxeneder, Willy Harlander, Erich Kleiber, Josef Moosholzer oraz aktorki: Alena Penz, Angelica Bella, Christine Schuberth i Dorle Buchner.
Filmy były zazwyczaj kręcone w Bawarii lub Tyrolu. Większość niemieckich studiów filmowych znajdowało się wtedy w Monachium, co było przejawem ironii dziejów, jeśli weźmie się pod uwagę fakt, że Bawaria była wówczas najbardziej konserwatywnym pod względem kulturowo-społecznym landem w Niemczech. W owym czasie bawarski film erotyczny był dla starszego pokolenia oburzający i szokujący, natomiast dla pokolenia powojennego baby-boomu te filmy uosabiały wyzwolenie spowodowane przez rewolucję seksualną. Wraz z porażką narodowego socjalizmu i rozwijającą się gospodarką Niemcy Zachodnie powróciły do weimarskiej dekadencji.
Równolegle kręcono inscenizowane pseudokumentalne, pseudonaukowe „raporty”, wzorcem podgatunku była dwunastoczęściowa seria Schulmädchen-Report. Sukces serii dyskontowały filmy o życiu erotycznym gospodyń domowych, studentek czy tancerek. Dzisiaj filmy te są bardziej cenione ze względu na ich wartość historyczną, niż zdolność do pobudzenia seksualnego. Ich spuścizna jest również obecna w ścieżkach dźwiękowych, których wiele skomponował i wykonał Gert Wilden.